# José Salvador Cavero León
José Salvador Cavero León (* 19. Februar 1912 in Ayacucho, Peru; † 2006) war ein peruanischer katholischer Geistlicher, Dramatiker und Dichter, der auf Chanka-Quechua und Spanisch schrieb.

## Leben
José Salvador Cavero León wurde am 19. Februar 1912 in der auch als Huamanga bekannten Stadt Ayacucho als Sohn von Juan Cavero und Carmen León Torres geboren. Die Primarschule besuchte er in Tambo in der Provinz La Mar. Danach ging er in Huanta an die von Luis E. Cavero Bendezú geleitete Escuela Fiscal und anschließend an das Priesterseminar San Cristóbal, wo er im Jahre 1940 zum Priester ordiniert wurde. Er unterrichtete am Colegio Nacional "Mariscal Cáceres" und der Mädchenschule Escuela Normal de Mujeres, um dann Direktor der Escuela Superior de Educación profesional (Höhere Schule für berufliche Bildung) zu werden, was er bis 1984 blieb. Er arbeitete mit im Centro Cultural Ayacucho (Kulturzentrum Ayacucho), das die Kulturzeitschrift Huamanga herausgab.
José Salvador Cavero León war Neffe von Moisés Cavero Cazo, der bereits einige Dramen auf Quechua geschrieben hatte. 1938 veröffentlichte er sein erstes Theaterstück, Yana puyup intuykusqan („Von der schwarzen Wolke bedeckt“), ein Drama in zwei Akten über einen Jüngling, dessen Vater gestorben ist und der zu seiner Mutter zurückkehrt, als er erfährt, dass sie erkrankt ist. Cavero arbeitete acht Jahre als Priester in Kirchen der ländlichen Gemeinden der Region und ab 1946 in der Kathedrale von Huamanga. 1945 veröffentlichte er sein Drama Rasuwillkap wawankuna („Die Kinder des [Berges] Rasuwillka“) über einen Konflikt zwischen einer Mutter und ihrer jungen Tochter, die ein Verhältnis mit einem jungen Mann hatte, und 1946 Kay pacha qapaq („Der Herrscher dieser Welt“), eine Komödie über den Gouverneur eines Dorfes. 1955 erschien das Drama Wakchapa muchuynin („Das Leiden des Armen“) über das leidvolle Leben eines armen Alten und seines verwaisten Enkels.
José Salvador Cavero León starb 2006.

## Werke

### Essays und Sachbücher
- 1946: Sollozos de una quena. Ensayo literario para el folklore ayacuchano. Ayacucho: Imprenta González.
- 1993: Paisajes ayacuchanos. Ayacucho (Peru)
- 1996: Pinceles ayacuchanos. M.K.R., 1997. 242 páginas.
- 1998: La quena de oro. Lima, Perú: [s.n.]
- 2003: Ayacucho, capital de la libertad. M.K.R. Impresiones, 2003. 134 páginas.

### Theaterstücke auf Quechua
- 1938: Yana puyup intuicusccan. Drama quechua en dos actos. Ayacucho: sin nombre de imprenta. [Yana puyup intuykusqan („Von der schwarzen Wolke bedeckt“).]
- 1945: Rasuhuillcap Huahuancuna. Comedia quechua en dos actos. En: José Salvador Cavero León (1945). Sonrisas andinas. Album incaico del folklorismo ayacuchano. Ayacucho: Imprenta González. [Rasuwillkap wawankuna („Die Kinder des [Berges] Rasuwillka“).]
- 1946: Cai pacha ccapacc. En: José Salvador Cavero León (1946). Sollozos de una quena. Ensayo literario para el folklore ayacuchano. Ayacucho: Imprenta González, pp. 10–20. [Kay pacha qapaq („Der Herrscher dieser Welt“).]
- 1955: Mendicidad. Huac-chapa muchuinin. Drama sensacional escrito en quechua y castellano. Ayacucho: Imprenta El Pueblo. [Wakchapa muchuynin („Das Leiden des Armen“).]
- 1989: Helme. Drama bilingüe en cinco actos. Tradición huamanguina. Apuntes de Huamanga. Ayacucho: Concytec, 164 páginas. Texto en español y quechua.

### Gedichte auf Spanisch und Quechua
- 2000: Cantares de Ayacucho. M.K.R. Impr., 2000